# Shinobi II: The Silent Fury
Shinobi II: The Silent Fury est le second jeu de la série Shinobi à être sorti sur Game Gear. C'est un jeu de plate-forme avec quelques éléments de stratégie. Le joueur doit secourir les quatre ninjas élémentaires et leur cristal correspondant. Lorsqu'un ninja est sauvé, il rejoint le groupe et le joueur peut ensuite le choisir afin d'utiliser ses capacités. Chaque ninja possède un pouvoir différent, qui doit être utilisé pour progresser au sein des différents niveaux. Les quatre premiers niveaux peuvent être joués dans n'importe quel ordre. Lorsque tous les ninjas et tous les cristaux ont été récupérés, alors le dernier niveau est débloqué.

## Les Ninjas
Chaque ninja possède une arme et des pouvoirs spécifiques :
- Ninja Rouge : Katana - Téléportation - Peut renvoyer les rochers avec son sabre.
- Ninja Bleu : Kusari-gama - Tornade / Vol - Tournoie sur certains tuyaux.
- Ninja Jaune : Boomerang Shuriken - Invulnérable sur une courte période - Marche sur l'eau.
- Ninja Rose : Bombes Kunoichi - Éclaire les zones sombres - Peut ramper sur les toits.
- Ninja Vert : Shurikens - Tremblement de terre - Peut effectuer un double-saut.